# Серонга (аэропорт)
Аэропорт Серонга (ИКАО: FB71) — коммерческий аэропорт, расположенный вблизи населённого пункта Серонга (Ботсвана).